# FK Legion Makhatchkala
Maillots
Le Legion Makhatchkala (russe : «Легион» Махачкала) est un club de football russe fondé en 2015 et basé à Makhatchkala.
Il évolue en quatrième division russe depuis la saison 2023-2024.

## Histoire
Fondé sous le nom Legion en octobre 2015 par l'ancien footballeur du Dinamo et de l'Anji Makhatchkala Chamil Lakhialov, le club effectue sa première année d'existence dans le championnat amateur du Daghestan, où il termine troisième et remporte la Coupe du Daghestan,. D'après son fondateur, le club a pour ambition de promouvoir les jeunes talents locaux qui n'ont pas réussi à se démarquer avec l'Anji.
Il acquiert sa licence professionnelle en juin 2016 et prend part à la troisième division russe à partir de la saison 2016-2017. Il prend dans la foulée l'appellation Legion-Dinamo car le club évolue alors au stade Dinamo.
En juillet 2022, un an après la résurrection du Dinamo, le nom du club abandonne la référence à ce dernier pour redevenir simplement le Legion.

## Bilan par saison
| Saison    | Championnat  | Championnat | Championnat | Championnat | Championnat | Championnat | Championnat | Championnat | Championnat | Championnat | Coupe de Russie  |
| Saison    | Division     | Pos         | Pts         | J           | V           | N           | D           | BP          | BC          | Diff        | Coupe de Russie  |
| --------- | ------------ | ----------- | ----------- | ----------- | ----------- | ----------- | ----------- | ----------- | ----------- | ----------- | ---------------- |
| 2016      | 5e Daghestan | 3e          | 44          | 20          | 13          | 5           | 2           | 67          | 19          | +48         | —                |
| 2016-2017 | 3e Sud       | 15e         | 24          | 30          | 6           | 6           | 18          | 22          | 52          | -30         | 32es de finale   |
| 2017-2018 | 3e Sud       | 9e          | 43          | 32          | 11          | 10          | 11          | 32          | 29          | +3          | 128es de finale  |
| 2018-2019 | 3e Sud       | 7e          | 42          | 28          | 11          | 9           | 8           | 30          | 21          | +9          | 128es de finale  |
| 2019-2020 | 3e Sud       | 5e          | 27          | 19          | 7           | 6           | 6           | 18          | 21          | -3          | 128es de finale  |
| 2020-2021 | 3e Groupe 1  | 4e          | 61          | 32          | 16          | 13          | 3           | 56          | 22          | +34         | 64es de finale   |
| 2021-2022 | 3e Groupe 1  | 7e          | 46          | 32          | 12          | 10          | 10          | 44          | 31          | +13         | Phase de groupes |
| 2022-2023 | 3e Groupe 1  | 9e          | 32          | 18          | 9           | 5           | 4           | 35          | 14          | +21         | 128es de finale  |
| 2023      | 4e Groupe 1  | en cours    | en cours    | en cours    | en cours    | en cours    | en cours    | en cours    | en cours    | en cours    | 64es de finale   |

Légende
- Promotion en division supérieure
- Relégation en division inférieure

## Entraîneurs
La liste suivante présente les différents entraîneurs du club.
- Mourad Abdoulov (2015-2016)
- Mouslim Daliev (juillet 2016-juin 2017)
- Magomed Adiev (juin 2017-décembre 2017)
- Rénat Izboulatov (janvier 2018-juin 2018)
- Anzour Sadirov (juillet 2018-)